# Управление технологии и логистики Генерального штаба Армии обороны Израиля
Управление технологии и логистики Генерального штаба Армии обороны Израиля (ивр. אגף הטכנולוגיה והלוגיסטיקה‎) — одно из структурных формирований Генерального штаба Армии обороны Израиля.
Управление технологии и логистики отвечает за технологическое и материально-техническое обеспечение армии, строительство и обеспечение оборудованием военных лагерей и баз, транспортировку солдат и техники, инфраструктуру военных частей, здравоохранение и питание солдат, техническое обслуживание и администрирование автопарка.
В настоящее время управление технологии и логистики возглавляет генерал-майор (алуф) Мишель Янко.

## Главы управления
| Глава              | Срок                        | Комментарий |
| ------------------ | --------------------------- | ----------- |
| Йосеф Авидар       | июль 1947 — июль 1949       |             |
| Монти Грин         | июль 1949 — март 1950       |             |
| Эфраим Бен-Арци    | март 1950 — март 1952       |             |
| Цви Аялон          | март 1952 — март 1954       |             |
| Меир Илан          | март 1954 — март 1960       |             |
| Моше Горен         | март 1960 — март 1964       |             |
| Мати Пелед         | март 1964 — март 1968       |             |
| Амос Хорев         | март 1968 — март 1972       |             |
| Нехемья Каин       | март 1972 — октябрь 1974    |             |
| Арье Леви          | октябрь 1974 — октябрь 1978 |             |
| Йоханан Гур        | октябрь 1978 — октябрь 1983 |             |
| Хаим Эрез          | октябрь 1983 — октябрь 1986 |             |
| Менахем Эйнан      | октябрь 1986 — январь 1989  |             |
| Илан Биран         | январь 1989 — апрель 1992   |             |
| Шалом Хагай        | апрель 1992 — апрель 1995   |             |
| Ами Сагис          | апрель 1995 — апрель 1998   |             |
| Аарон Зеэви-Фаркаш | апрель 1998 — апрель 2001   |             |
| Уди Адам           | апрель 2001 — апрель 2005   |             |
| Ави Мизрахи        | апрель 2005 — декабрь 2007  |             |
| Дан Битон          | декабрь 2007 — март 2012    |             |
| Коби Барак         | март 2012 — июль 2016       |             |
| Аарон Халива       | июль 2016 — май 2018        |             |
| Ицхак Турджеман    | май 2018 — ноябрь 2021      |             |
| Мишель Янко        | с ноября 2021               |             |

15 июля 2025 года министр обороны Исраэль Кац утвердил рекомендацию Начальника Генштаба генерал-лейтенанта Эяля Замира назначить главой управления в ближайшие месяцы бригадного генерала Рами Абудархама.